# Костешти
Костешти (рум. Costești) град је у у средишњем делу Румуније, у историјској покрајини Влашка. Костешти је пети по важности град у округу Арђеш.
Костешти према последњем попису из 2002. има 10.892 становника.

## Географија
Град Костешти налази се у средишњем делу покрајине Влашке. Од седишта државе, Букурешта, Костешти је удаљен око 130 км северозападно.

## Становништво
У односу на попис из 2002., број становника на попису из 2011. се смањио.
| 1977.  | 1992.  | 2002.  | 2011.  |
| ------ | ------ | ------ | ------ |
| 10.471 | 12.040 | 12.091 | 10.375 |

Румуни чине већину становништва Костештија, а од мањина присутни су само Роми.